# اتحادیه لبسا
اتحادیه لبسا (به لاتین: Labsa Union) یک منطقهٔ مسکونی در بنگلادش است که در Satkhira Sadar Upazila واقع شده‌است.